# Hans Koch (Verwaltungsjurist)

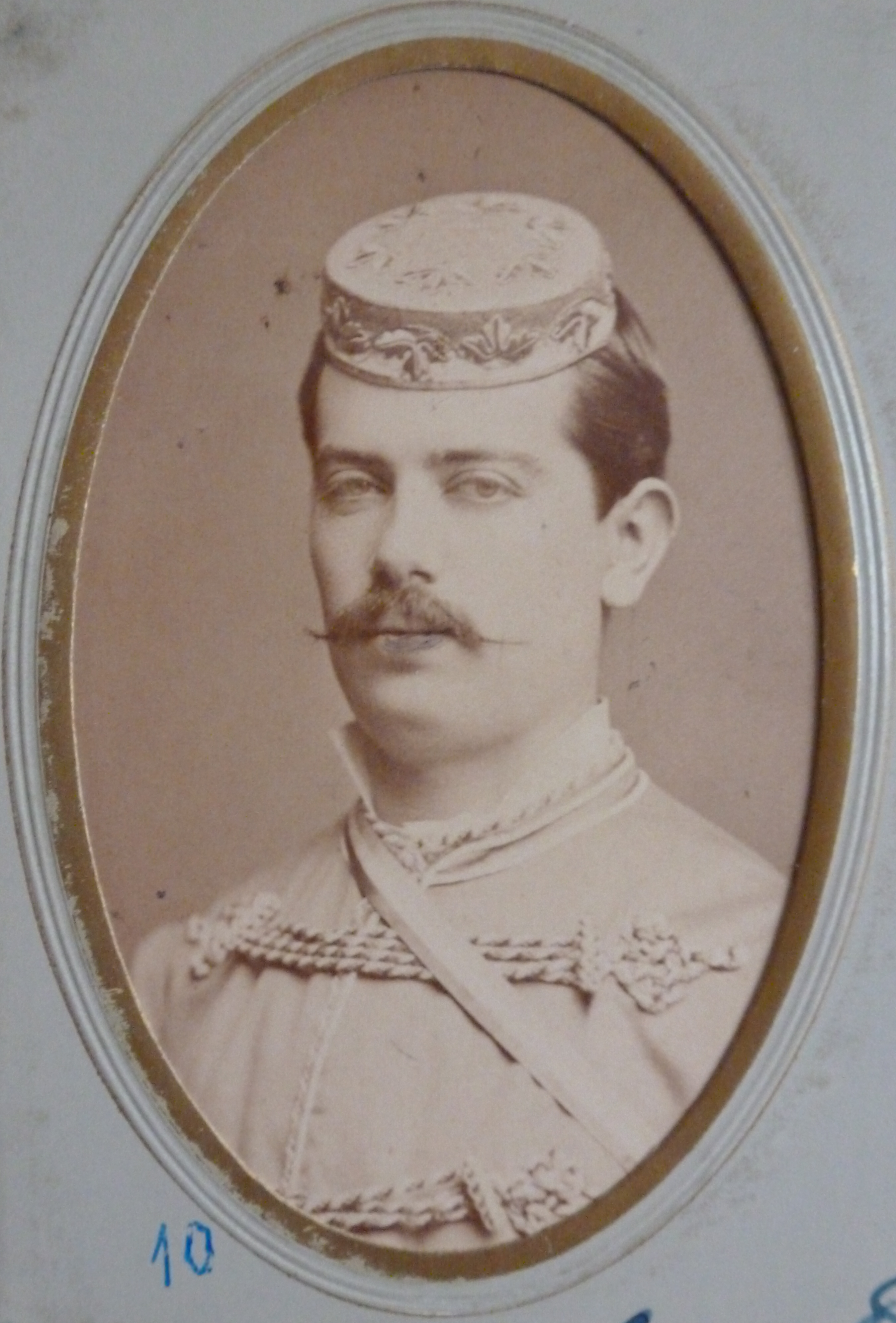
Hans Koch (1880)

Hans Koch (* 28. November 1860 in Braunschweig; † 20. September 1913 in Baden-Baden) war ein deutscher Verwaltungsjurist.

## Leben
Hans Koch studierte an der Ludwig-Maximilians-Universität München. Mit Carl Prüssing, Paul Prüssing, Otto von Seelen, Frederik Valeur und Willy Oelgart gründete er am 17. Dezember 1879 im Münchner Restaurant „Nordstern“ in der Barer Straße die Landsmannschaft Brunsviga. Aus ihr ging 1882 das Corps Brunsviga München hervor. Nach dem Studium trat Koch in den Staatsdienst des Herzogtums Braunschweig. Ab 1906 war er Kreisdirektor des Kreises Holzminden. Er starb mit 52 Jahren im Amt.